# World Sinfonia – Heart of the Immigrants
World Sinfonia - Heart of the Immigrants – dwunasty album studyjny amerykańskiego gitarzysty jazzowego Ala Di Meoli, wydany w 1993 roku nakładem wytwórni fonograficznej Mesa/Bluemoon Recordings.

## Lista utworów
Opracowano na podstawie materiału źródłowego.
| 1.  | "Nightclub 1960" (Astor Piazzolla)                           | 5:46    |
|     |                                                              |         |
| 2.  | "Vistaero" (Al Di Meola)                                     | 4:36    |
|     |                                                              |         |
| 3.  | "Carousel Requiem" (Di Meola)                                | 6:18    |
|     |                                                              |         |
| 4.  | "Tango II" (Piazzolla)                                       | 5:35    |
|     |                                                              |         |
| 5.  | "Under a Dark Moon" (Di Meola)                               | 5:12    |
|     |                                                              |         |
| 6.  | "Bordel 1900" (Piazzolla)                                    | 4:33    |
|     |                                                              |         |
| 7.  | "Indigo" (Di Meola)                                          | 7:05    |
|     |                                                              |         |
| 8.  | "Heru Mertar/Don't Go So Far Away" (Arto Tunçboyacıyan)      | 4:39    |
|     |                                                              |         |
| 9.  | "Parranda" (Di Meola)                                        | 4:26    |
|     |                                                              |         |
| 10. | "Someday My Prince Will Come" (Frank Churchill, Larry Morey) | 5:12    |
|     |                                                              |         |
| 11. | "Café 1930" (Piazzolla)                                      | 6:16    |
|     |                                                              |         |
| 12. | "They Love Me from Fifteen Feet Away" (Tunçboyacıyan)        | 1:24    |
|     |                                                              |         |
| 13. | "Milonga del Angel" (Piazzolla)                              | 3:46    |
|     |                                                              |         |
|     |                                                              | 1:04:48 |
|     |                                                              |         |

## Twórcy
Opracowano na podstawie materiału źródłowego.
Muzycy:
- Al Di Meola – gitary, charango, syntezatory, śpiew
- Chris Carrington – gitary
- Hernan Romero – śpiew
- Dino Saluzzi – bandoneon
- Arto Tunçboyacıyan – instrumenty perkusyjne, śpiew
- Vince Mendoza – dyrygentura i aranżacja instrumentów smyczkowych:
  - Jodie Burnett, Barry Gold, Tim Landaur, Ron Leonard, Gloria Lum, Nancy Stein, David Speltz – wiolonczela
  - Timothy Barr, Arni Egilson – kontrabas

Produkcja:
- Al Di Meola – produkcja muzyczna, aranżacja
- Bob Ludwig – mastering